# Chiautla, Chiautla
Chiautla är en ort i Mexiko, och administrativ huvudort i kommunen Chiautla i delstaten Mexiko. Chiautla ligger i den centrala delen av landet och tillhör Mexico Citys storstadsområde. Orten hade 9 839 invånare vid folkräkningen 2010.